# 求婚好意外
是一部2020年美國浪漫喜劇劇情片，由可莉·杜瓦執導並與瑪莉·霍蘭德共同編劇，克莉絲汀·史都華、麥坎西·黛維斯、爱丽森·布里、奧布瑞·克莉絲丁·普拉扎、霍蘭德、丹·李維、維克多·賈博及玛丽·斯汀伯根主演。講述一名同性戀女性和她的女友探望保守的父母。杜瓦表示，這部電影取自她與家人相處的半自傳經歷。
電影由三星影業製作，2020年11月25日在美國上線Hulu。國際市場由索尼影視國際發行和娛樂一體於11月26日發行。《求婚好意外》取得普遍好評，尤其針對演員們的出色表現。

## 故事大綱
艾比·哈蘭德和哈珀·考德維爾是一對交往近一年的情侶。自從艾比的雙親過世後，她一直都不喜歡過耶誕節，所以哈珀邀情艾比和她的家人一起在老家過節。艾比希望藉此機會向哈珀的父母介紹自己，並在耶誕節當日早上向哈珀求婚。然而在前往考德維爾家的路上，哈珀坦承自己之前對艾比說謊，其實她並未對自己的父母出櫃。哈珀擔心自己出櫃會對父親參選市長產生影響，試圖暫時隱瞞此事，請艾比暫時自稱是異性戀室友，艾比勉強同意。
哈珀的政治家父親泰德、完美主義的母親蒂珀、個性古怪的藝術家妹妹簡都很歡迎艾比這個「耶誕節無處可去的孤兒朋友」，艾比感到渾身不自在，尤其是她遇到哈珀的前男友康納和前女友萊莉時，更是感到不快。艾比看到泰德和蒂珀對女兒的高度期望，又發現哈珀對她姊姊絲洛娜抱持競爭態度，她開始懷疑自己其實並不是真正瞭解自己的女友。
市議會的萊恩可能提供泰德政治獻金，泰德也希望在她心中留下好印象。當艾比隨絲洛娜一起到商場採買時，絲洛娜的孩子們把一條沒付錢的項鍊放進艾比的提包裡，讓艾比遭到警察偵訊。泰德和蒂珀認為艾比是扒手，因此不希望她參加接下來的社交活動，這讓艾比更感到自己是局外人，她還從萊莉那裡得知，哈珀從高中一年級開始就公開否認過自己的性傾向，這讓艾比更擔心兩人的將來。
在考德維爾家的平安夜派對上，艾比感到厭煩，但卻又難以脫身，所幸她的好友約翰突然過來接她走，讓她鬆了一口氣。哈珀私下懇求艾比留下，但當兩人準備接吻時，被絲洛娜看見了。絲洛娜準備向家人揭露她們的關係，然而哈珀也發現了絲洛娜的丈夫艾瑞克外遇、而絲洛娜和艾瑞克也準備離婚。姊妹倆扭打成一團，把派對給毀了。絲洛娜公開幫哈珀出櫃，哈珀立刻否認，艾比傷心地離開派對。緊跟著離去的約翰找到艾比，兩人談論著他們各自向家人出櫃的經歷：艾比的父母以愛與支持相待；而約翰的父親則將他逐出家門，十三年來沒說過話。約翰提醒艾比出櫃的恐怖，並表示哈珀不出櫃不表示不愛她。
哈珀意識到自己對出櫃後可能遭到拒絕的恐懼曾經傷害萊莉、並可能導致她失去艾比，她選擇向父母說出真相，坦白自己是女同性戀，而這也讓絲洛娜坦白了自己的秘密，簡則表示自己長年遭到父母忽視。蒂珀向泰德表示自己為了讓這個家達到完美而放棄了自己的興趣，並對「完美家庭」的形象感到受縛。之後三姊妹和好了。
儘管哈珀已經出櫃，但艾比還是和約翰離開了，受傷的她沒辦法再給哈珀機會。哈珀追著艾比道歉，並承諾與她共度一生，在約翰的鼓勵下，艾比原諒了哈珀。泰德向女兒們道歉，之後他接到萊恩的電話，萊恩表示如果絲洛娜可以隱瞞自己的私生活、而哈珀可以對自己的性傾向採取「不問，不說」的態度，便同意提供泰德政治獻金，泰德拒絕了這個提案。之後考德維爾家拍了張全家福，艾比也入鏡了。
一年後，艾比和哈珀訂婚，簡成為暢銷作家。平安夜裡，一家人到電影院觀賞《風雲人物》，艾比和哈珀相視而笑。

## 外部連結
- 互联网电影数据库（IMDb）上《求婚好意外》的资料（英文）
- Box Office Mojo上《求婚好意外》的資料（英文）